# San Martino Canavese
San Martino Canavese é uma comuna italiana da região do Piemonte, província de Turim, com cerca de 772 habitantes. Estende-se por uma área de 9 km², tendo uma densidade populacional de 86 hab/km². Faz fronteira com Castellamonte, Pavone Canavese, Colleretto Giacosa, Parella, Perosa Canavese, Torre Canavese, Scarmagno, Agliè, Vialfrè.

## Demografia
| Variação demográfica do município entre 1861 e 2011                               |
|                                                                                   |
| Fonte: Istituto Nazionale di Statistica (ISTAT) - Elaboração gráfica da Wikipedia |